# Danish Music Award for Årets danske album
Danish Music Award for Årets danske album er en årlig musikpris der uddeles af IFPI Danmark i forbindelse med Danish Music Awards. Den første modtager af prisen var Anne Linnet i 1989 for Jeg er jo lige her. Med prisuddelingens begyndelse i 1989 hed prisen Årets danske album, men i 2014 skiftede den navn til Årets danske udgivelse, og omfattede nu også EP'er med minimum fire sange. I 2017 kunne singler også nomineres til Årets danske udgivelse. Prisen blev ikke uddelt i 2018, da Danish Music Awards 2018 blev aflyst. I 2019 skiftede prisen tilbage til sit oprindelige navn, Årets danske album, og omfatter kun album og EP'er.
Thomas Helmig er den kunstner, der har været nomineret flest gange (fem) til kategorien, mens Lars H.U.G. og Sort Sol har vundet flest gange (to).

## Modtagere
| År   | Vinder(e)          | Værk                             | Nominerede | Ref.          |
| ---- | ------------------ | -------------------------------- | --- | ------------- |
| 1989 | Anne Linnet        | Jeg er jo lige her               | Information ikke tilgængelig |               |
| 1990 | Gnags              | Mr. Swing King                   | - Lis Sørensen – Hjerternes sang - Lars H.U.G. – Kopy - Sanne Salomonsen – Sanne - Søs Fenger – Vinterdage                                                                    | [ 4 ]         |
| 1991 | Hanne Boel         | Dark Passion                     | - Sko/Torp – On a Long Lonely Night - C.V. Jørgensen – I det muntre hjørne | [ 5 ]         |
| 1992 | Sort Sol           | Flow My Firetear                 | - Sanne Salomonsen – Where Blue Begins - Tamra Rosanes – Gentle Fire | [ 6 ]         |
| 1993 | Lars H.U.G.        | Blidt over dig                   | - Hanne Boel – Kinda Soul - Dalton – Dalton | [ 7 ]         |
| 1994 | Sort Sol           | Glamourpuss                      | - Thomas Helmig – Say When - Danser med Drenge – Danser med Drenge | [ 8 ]         |
| 1995 | Thomas Helmig      | Stupid Man                       | - C.V. Jørgensen – Sjælland - Dizzy Mizz Lizzy – Dizzy Mizz Lizzy - Nice Little Penguins – Flying - tv·2 – Verdens lykkeligste mand                                           | [ 9 ]         |
| 1996 | Caroline Henderson | Cinemataztic                     | - D-A-D – Helpyourselfish - Poul Krebs – Små Sensationer - Rhonda Harris – Rhonda Harris - Savage Rose – Black Angel                                                          | [ 10 ]        |
| 1997 | Lars H.U.G.        | Kiss & Hug From a Happy Boy      | - Dan Turèll & Halfdan E – Glad i åbningstiden - Nikolaj Nørlund – Navnløs - tv·2 – Kys bruden - Østkyst Hustlers – Fuld Af Løgn                                              | [ 11 ]        |
| 1998 | Randi Laubek       | Ducks and Drakes                 | - Aqua – Aquarium - Ibens – Ibens - Sorten Muld – Mark II - Nikolaj Nørlund – Nye optagelser                                                                                  | [ 12 ]        |
| 1999 | Ginman/Jørgensen   | Ginman/Jørgensen                 | - Søren Sko – Sko - Future 3 – Stay with... - Den Gale Pose – Sådan Er Reglerne - tv·2 – Yndlingsbabe                                                                         | [ 13 ]        |
| 2000 | Kashmir            | The Good Life                    | - Thomas Helmig – Dream - Marie Frank – Ancient Pleasures | [ 14 ]        |
| 2001 | D-A-D              | Everything Glows                 | - Aqua – Aquarius - Tim Christensen – Secrets on Parade - Erann DD – Still Believing - Outlandish – Outland's Official                                                        | [ 15 ]        |
| 2002 | Safri Duo          | Episode II                       | - Love Shop – Anti - Swan Lee – Enter - Thomas Helmig – IsItYouIsItMe - Sort Sol – Snakecharmer                                                                               | [ 16 ]        |
| 2003 | Saybia             | The Second You Sleep             | - Outlandish – Bread & Barrels of Water - C.V. Jørgensen – Fraklip fra det fjerne - tv·2 – På kanten af småt brændbart - Malk de Koijn – Sneglzilla                           | [ 17 ]        |
| 2004 | Tim Christensen    | Honeyburst                       | - Mew Frengers - Kashmir – Zitilites - Tue West – Tue West - The Raveonettes – Chain Gang of Love                                                                             | [ 18 ] [ 19 ] |
| 2005 | Nephew             | USADSB                           | - Hush – A Lifetime - Mikael Simpson – De ti skud - Swan Lee – Swan Lee - Tue West – Tue West                                                                                 | [ 20 ]        |
| 2006 | Mew                | And the Glass Handed Kites       | - Bikstok Røgsystem – Over stok og sten - Jens Unmack – Vejen hjem fra rocknroll - Kashmir – No Balance Palace - tv·2 – De første kærester på månen                           | [ 21 ]        |
| 2007 | Nephew             | Interkom kom ind                 | - Kim Larsen & Kjukken – Gammel hankat - Mikael Simpson – Stille Og Uroligt - Thomas Helmig – Helmig herfra - VETO – There's a Beat in All Machines                           | [ 22 ]        |
| 2008 | Natasja            | I Danmark er jeg født            | - Efterklang – Parades - The Raveonettes – Lust Lust Lust - Tina Dickow – Count to Ten - Volbeat – Rock the Devil / Metal the Devil                                           | [ 23 ]        |
| 2009 | L.O.C.             | Melankolia/XxxCouture            | - Choir of Young Believers – This Is For The White In Your Eyes - Peter Sommer – Til rotterne, til kragerne, til hundene - Sys Bjerre – Gør det selv - VETO – Crushing Digits | [ 24 ]        |
| 2010 | Medina             | Velkommen til Medina             | - Kashmir – Trespassers - Mew – No More Stories - Nephew – DanmarkDenmark - Rasmus Seebach – Rasmus Seebach                                                                   | [ 25 ]        |
| 2011 | Agnes Obel         | Philharmonics                    | - De eneste to – De eneste to - Fallulah – The Black Cat Neighbourhood - Søren Huss – Troen & Ingen - Vinnie Who – Then I Met You                                             | [ 26 ]        |
| 2012 | Malk de Koijn      | Toback to the Fromtime           | - EaggerStunn – Armagedion - Lukas Graham – Lukas Graham - Malk De Koijn – Toback to the Fromtime - Oh Land – Oh Land - When Saints Go Machine – Konkylie                     | [ 27 ]        |
| 2013 | Marie Key          | De her dage                      | - Christian Hjelm – Før vi blev lette - Peter Sommer – Alt forladt - Quadron – Avalanche - Shaka Loveless – Shaka Loveless                                                    | [ 28 ]        |
| 2014 | MØ                 | No Mythologies to Follow         | - Christopher – Told You So - Nik & Jay – United - Rasmus Seebach – Ingen kan love dig i morgen - Sivas – d.a.u.d.a II                                                        | [ 29 ]        |
| 2015 | Lukas Graham       | Lukas Graham (Blue Album)        | - Lars H.U.G. – 10 sekunders stilhed - Marie Key – Tænker du vi danser - Suspekt – V - Ulige Numre – Grand Prix                                                               | [ 30 ]        |
| 2016 | Phlake             | Slush Hours                      | - Alex Vargas – Giving Up the Ghost - Liss – First - The Minds of 99 – Liber - Kwamie Liv – Lost in the Girl                                                                  | [ 31 ]        |
| 2017 | Gilli              | "Rica" (featuring Kesi og Sivas) | - Kesi – "Mamacita" (featuring Benny Jamz) - Scarlet Pleasure – Limbo - Sort Sol – Stor langsom stjerne - Suspekt – 100% Jesus                                                | [ 32 ]        |
| 2019 | The Minds of 99    | Solkongen                        | - Sivas – Contra - MØ – Forever Neverland - Hans Philip – Forevigt - Peter Sommer – Elskede at drømme, drømmer om at elske                                                    | [ 33 ]        |
| 2020 | Branco & Gilli     | Euro Connection                  | - Clara – Growing Up Sucks - Kesi – BO4L - Lord Siva & Vera – Lord Siva & Vera - Stepz – Stepzologi                                                                           | [ 34 ]        |
| 2021 | Artigeardit        | Held & lykke med at komme hjem   | - Benny Jamz, Gilli, Kesi (B.O.C) – Mere end musik - Branco – Baba Business 2 - Drew Sycamore – Sycamore - Erika de Casier – Sensational                                      | [ 36 ]        |
| 2022 | Gilli              | Carnival                         | - Andreas Odbjerg – Hjem fra fabrikken - MØ – Motordrome - The Minds of 99 – Infinity Action - Tina Dickow – Bitte små ryk                                                    | [ 38 ]        |
| 2023 | Artigeardit        | Længe leve                       | - D1MA – Ev1gt&Alt1d - Eee Gee – She-Rex - Guldimund – Jeg venter i lyset - Ukendt Kunstner – Dansktop                                                                        | [ 40 ]        |